# Theophilus Howard, II conde de Suffolk
Theophilus Howard, II conde de Suffolk, (13 de agosto de 1584-3 de junio de 1640) fue un noble y político inglés.
Nació en Saffron Walden, perteneciente a su padre, Thomas Howard, I conde de Suffolk, al que sucedió en sus títulos en 1626. Su madre fue la segunda esposa de este, Catherine Knyvet.
Sir Theophilus Howard  fue nombrado en la segunda carta de Virginia escrita por Jacobo I el 23 de mayo de 1609. Los miembros de esta lista fueron "integrados como Tesorero y Compañía de Aventuraros y sembradores de la ciudad la Ciudad de Londres para la Primera Colonia en Virginia."
Fue elegido miembro del parlamento por Maldon  en 1605 tras la muerte de Sir Edward Lewknor, puesto que ocupó hasta que fue ennoblecido al cedersele el título de Barón Howard de Waden en 1610.
Thomas Shelton le dedicó su traducción de Don Quijote, su primera traducción en cualquier idioma, publicada en 1612, aún vivo Cervantes, en Londres. Se desconoce el por qué de la dedicatoria, aunque es probable que Howard y el traductor fueran parientes lejanos.   Se le dedicó también la última recopilación de canciones de John Dowland, "A Pilgrimes Solace", también publicada en 1612.
Howard poseía el castillo de Framlingham, Suffolk, que vendió a Sir Robert Hitcham en 1635 por £14,000.
Murió en Suffolk House, Charing Cross, Londres el 3 de junio de 1640, y fue enterrado el 10 de junio del mismo año en Saffron Walden.

## Matrimonio e hijos
En marzo de 1612, se casó con Elizabeth Home (m. 19 de agosto de 1633), hija de George Home, I conde de Dunbar. Tuvieron nueve hijos:
- James Howard, III conde de Suffolk (c. 1620-1689)
- Thomas Howard
- Catherine Howard (m. 1650), casada con George Stewart,  IX señor de Aubigny (m. 1642), y más tade con James Livingston, I conde de Newburgh
- Elizabeth Howard (m. 11 de marzo de 1705), casada el 1 de octubre de 1642, con Algernon Percy, X conde de Northumberland
- Margaret Howard, casada con Roger Boyle, I conde de Orrery
- George Howard, IV conde de Suffolk (1625-1691)
- Henry Howard, V conde de Suffolk (1627-1709)
- Anne Howard, casada con Thomas Walsingham
- Frances Howard (m. octubre de 1677), casada con Sir Edward Villiers (m. 1689)